# Cimetière militaire américain de Saint-James
Pour les articles homonymes, voir Cimetière Saint-James.
Le cimetière militaire américain de Saint-James  (Brittany American Cemetery and Memorial, “cimetière et mémorial américain de Bretagne”)  est un cimetière militaire américain situé en France. Il a été construit sur la commune de Montjoie-Saint-Martin à proximité immédiate de Saint-James, chef-lieu de canton du département de la Manche. Ce cimetière rassemble les corps de 4 410 soldats américains morts au cours de la Seconde Guerre mondiale, la plupart au cours des campagnes de Normandie et de Bretagne en 1944. Sur un mur sont gravés les noms de 498 soldats dont les corps n'ont pas été retrouvés.

## Histoire
Ce cimetière se trouve en réalité sur la commune de Montjoie-Saint-Martin à environ 2 km de la ville de Saint-James. Ici reposent 4 410 soldats dans 4 408 tombes sur une superficie de 14 hectares. On compte 4 327 croix latines et 81 étoiles de David.
À cet endroit, il y eut d'abord un cimetière provisoire ouvert en août 1944 après la libération de la région par la 8e division d'infanterie américaine. Après la guerre, les militaires dont les familles souhaitaient une inhumation à l'étranger furent regroupés vers 14 cimetières permanents. La France a concédé l'usage des terrains à perpétuité au gouvernement américain en témoignage de reconnaissance.
Le cimetière de Saint-James fut inauguré officiellement le 20 juillet 1956. La plupart des soldats qui reposent ici furent tués pendant la libération de la Bretagne, précédée de l'Opération Cobra, la percée d'Avranches et les très durs combats autour de Saint-Lô et Mortain.

## Sources
- (en) Cet article est partiellement ou en totalité issu de l’article de Wikipédia en anglais intitulé « Brittany American Cemetery and Memorial » (voir la liste des auteurs).

## Photos

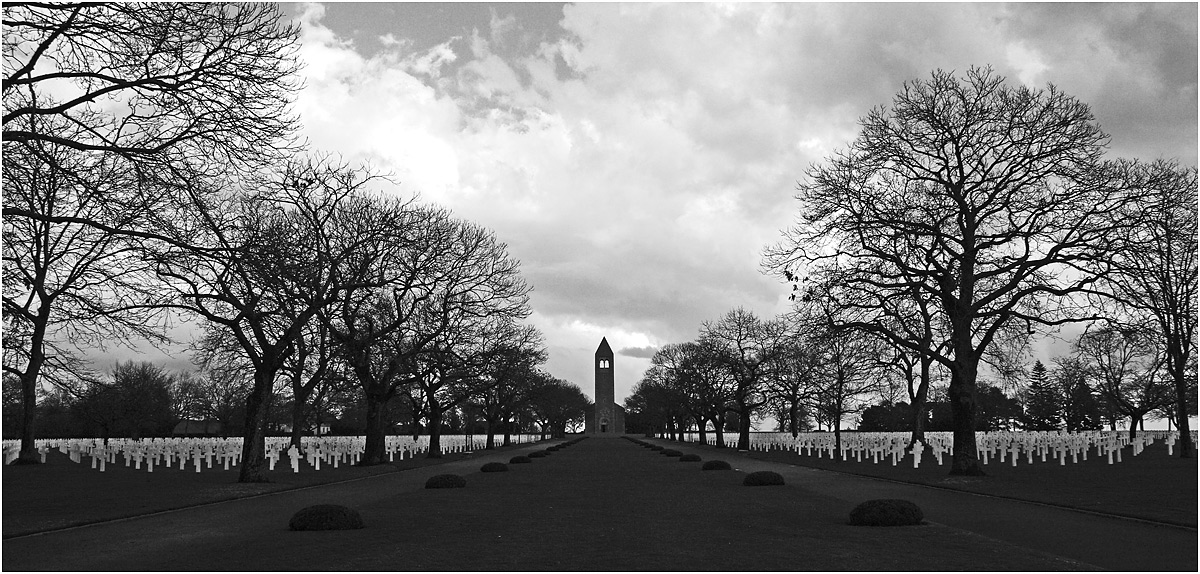
Vue générale panoramique.Mur des noms avec inscription en Français
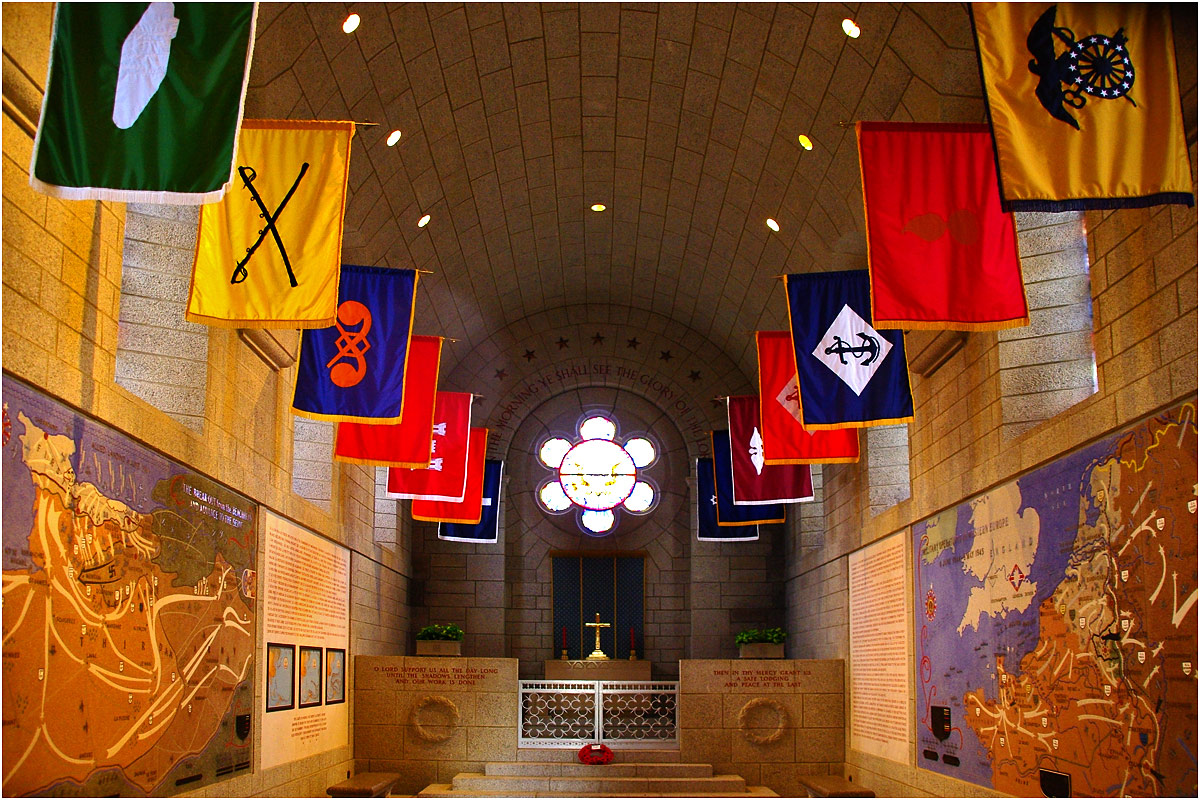
Intérieur de la chapelle et du mémorial.
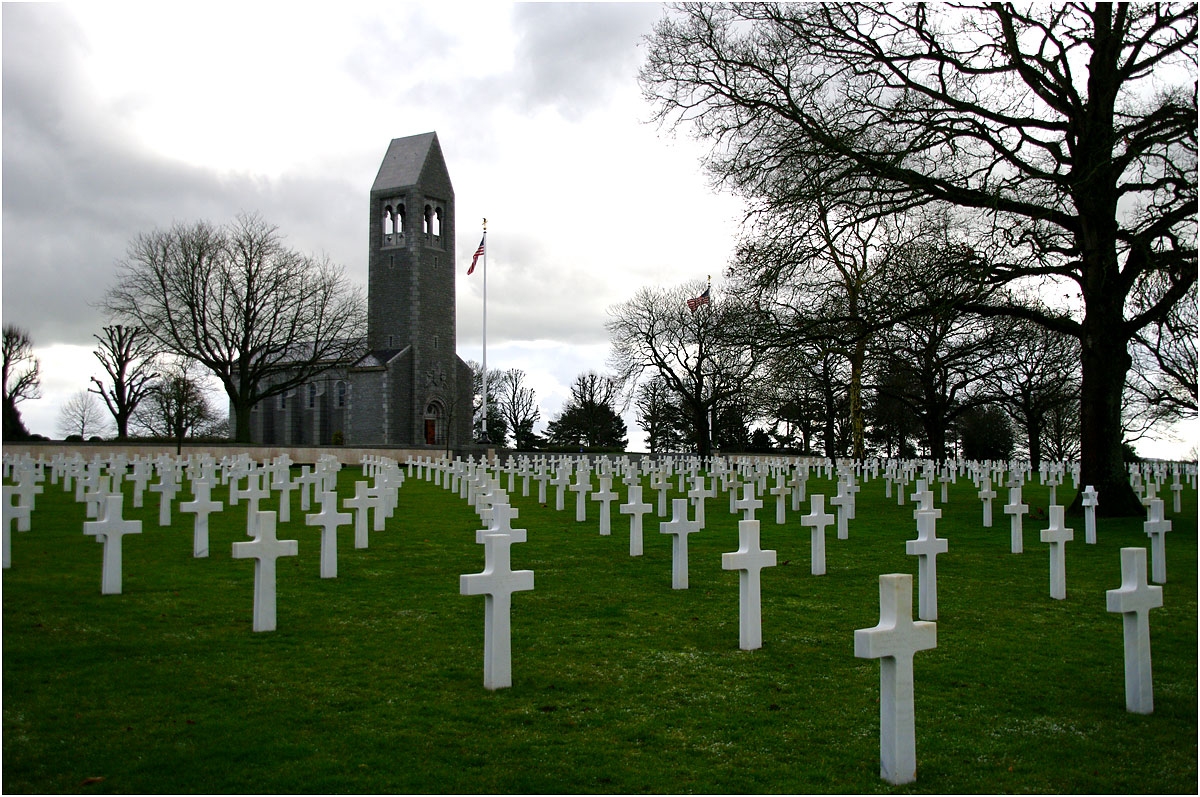
Les tombes.

### Autres articles
- Bataille de Normandie
- Cimetières militaires de la Seconde Guerre mondiale